# ما يكمن في الأسفل
ما يكمن في الأسفل (بالإنجليزية: What Lies Beneath)‏ هو فيلم رعب تم إنتاجه في الولايات المتحدة وصدر في سنة 2000. الفيلم من إخراج روبرت زيميكس.

## بطولة
- هاريسون فورد
- ميشيل فايفر

## القصة
تدور أحداث الفيلم حول نورمان سبنسر (هاريسون فورد) و هو عالم أبحاث جامعي، يبدأ خوفه على زوجته كلير (ميشيل فايفر) بعد اعتزالها لعزف التشيلو وتسببها في حادث سيارة مأساوي.
وبعد إرسال كلير لإبنتها كايتلين (كاثرين تاون) إلى الجامعة، تبدأ كلير في سماع أصوات غريبة وتشاهد حوادث غريبة حول منزلهم القريب من بحيرة فيرمونت.
وتبدأ أيضا في رؤية وجه امرأة جميلة ينظر لها منعكسا عن مياه البحيرة، وتعتقد إن الزوجان اللذان يعيشان بجوارهم هم سبب تلك الرؤى الغريبة وخاصة بعد اختفاء الزوجة بدون أي سبب واضح.
وبعد إلحاح نورمان عليها، تذهب كلير للتحدث مع طبيب نفسي وتخبره عن الأشباح التي تسكن منزلها فينصحها بالتواصل مع الأشباح التي تراها.

## الميزانية والإيرادات
بلغت تكلفة إنتاج الفيلم حوالي 100 مليون دولار بينما حقق أرباحا تقدر بـ 291,420,351 دولار.

## وصلات خارجية
- ما يكمن في الأسفل على موقع IMDb (الإنجليزية)
- ما يكمن في الأسفل على موقع ميتاكريتيك (الإنجليزية)
- ما يكمن في الأسفل على موقع روتن توميتوز (الإنجليزية)
- ما يكمن في الأسفل على موقع نتفليكس (الإنجليزية)
- ما يكمن في الأسفل على موقع قاعدة بيانات الأفلام العربية
- ما يكمن في الأسفل على موقع ألو سيني (الفرنسية)
- ما يكمن في الأسفل على موقع Turner Classic Movies (الإنجليزية)
- ما يكمن في الأسفل على موقع أول موفي (الإنجليزية)
- ما يكمن في الأسفل على موقع بوكس أوفيس موجو (الإنجليزية)
- ما يكمن في الأسفل على موقع فيلمافينيتي (الإسبانية)

1. ↑  "معلومات عن ما يكمن في الأسفل على موقع netflix.com". netflix.com. مؤرشف من الأصل في 2018-04-27.
2. ↑  "معلومات عن ما يكمن في الأسفل على موقع play.google.com". play.google.com. مؤرشف من الأصل في 2020-11-18.
3. ↑  "معلومات عن ما يكمن في الأسفل على موقع moviepilot.de". moviepilot.de. مؤرشف من الأصل في 2019-04-10.